# Hrvatski program (SBS)
Hrvatski program (SBS) je radijski program koji se emitira preko australske državne multikulturalne medijske kuće Special Broadcasting Service (SBS). Dostupan je u svim krajevima Australije preko AM, FM valnog područja, digitalnog radija i televizije, kabelske televizije, satelita i interneta. Emisije na hrvatskom jeziku su po sljedećem rasporedu (lokalno vrijeme, Sydney):
- ponedjeljak: 11 sati
- utorak: 11 sati
- srijeda: 11 sati
- četvrtak: 11 sati
- petak: 11 sati

Program je informativno-politički, a prati zbivanja iz Hrvatske, Australije te svijeta. Također postoje segmenti iz sporta, društveno-politički komentari, te se prenose obavijesti iz zajednice i iz raznih državnih službi. Zaposlenici su državni službenici, dok uređivačka politika prati službeni stav australske države. Po pitanju pokrivanja zbivanja u Hrvatskoj, postoji službeni stav neutralnosti, no pojedini novinari su taj neutralni stav kršili, stvaranjem negativne slike Hrvatske i Hrvata. Tijekom Domovinskog rata, SBS radio na hrvatskom jeziku držao se linije izjednačavanja agresora i žrtve. Prije rata SBS radio na hrvatskom jeziku vodio je projugoslavensku politiku. Hrvatska zajednica nije jedina koja trpi negativno prikazivanje, i druge zajednice kao što su Vijetnamci i Židovi su dostavljali tužbe glavnom direktoru SBS-a.

## Suradnici
Trenutni suradnici (2016.) :
- Ivana Bačić-Serdarević
- Darko Kotevski
- Damir Posavac

## Vanjske poveznice
- Službene stranice Hrvatski program (SBS)  Arhivirana inačica izvorne stranice od 16. svibnja 2010. (Wayback Machine)